# Josef Veselka (lékař)
Josef Veselka (* 23. března 1965 Praha) je český lékař se specializací v kardiologii. Zaměřuje se především na intervenční kardiologii, kardiomyopatie a zobrazovací metody v kardiologii. 
V letech 2004–2023 byl přednostou Kardiologické kliniky 2. LF UK a FN Motol.
V roce 2009 byl členem konzilia lékařských expertů, kteří pečovali o zdraví Václava Havla.

## Život
Vystudoval Fakultu všeobecného lékařství UK v Praze (1983). Složil atestace z vnitřního lékařství a kardiologie, stal se kandidátem věd (1998), docentem (2002) a profesorem Univerzity Karlovy (2007).
Po studiu pracoval ve Všeobecné fakultní nemocnici na Karlově náměstí v Praze, odkud v roce 1997 přešel do FN Motol v Praze. Od roku 2004 do roku 2023 byl přednostou Kardiologické kliniky 2. LF UK a FN Motol.
V mládí se aktivně věnoval fotbalu a basketbalu. Několik let pracoval jako lékař u mládežnických reprezentačních týmů basketbalistek. Je aktivním sportovcem, absolvoval několik maratónů a půlmaratonů.

## Publikační aktivita

### Odborné publikace
Je autorem téměř dvou stovek odborných článků v časopisech s impact factorem včetně těch nejprestižnějších – Lancet, NEJM, JACC a European Heart Journal.

### Beletrie a žurnalistika
V roce 2017 mu vyšla kniha povídek Překroč ten stín. Ve stejném roce začal s týdenním psaním sloupků do páteční přílohy Hospodářských novin (Ego). Ty se staly základem pro dvě knihy sloupků, fejetonů a povídek (Velká vizita, Kardiologova příslužba – obě ilustroval Miloš Čermák). Od dubna 2020 do září 2021 vycházel každý týden v Lidových novinách seriál jeho mikropovídek z nemocničního prostředí pod titulem Špitál.  V roce 2021 mu vyšel román Srdcaři. Následovaly dvě knihy sloupků – Rentgen (2023) a Kritické diagnózy (2025). 
Stal se externím komentátorem Hospodářských novin, Lidových novin a Seznamu Zprávy.

## Ocenění a členství
- Obdržel Evropský kardiologický diplom (European Cardiologist) a tituly několika oborových organizací v Evropě i v USA (Fellow of European Society of Cardiology, Fellow of Society for Cardiovascular Angiography and Interventions, Fellow of International College of Angiology).[3]
- V roce 2019 byl na čtyři roky zvolen prezidentem americké odborné společnosti International College of Angiology (ICA).[10] Je dlouholetým členem redakčních rad mezinárodních odborných časopisů: Canadian Journal of Cardiology a Archives of Medical Science.[3]
- Časopis Forbes ho ve svém prvním hodnocení českých lékařů (2023) zařadil mezi Top 50.[11]